# 地獄の破門状
『地獄の破門状』（じごくのはもんじょう）は、1969年1月22日に日活で配給された映画である。舛田利雄監督、数少ない小林旭、渡哲也共演作品で、初共演作品となるヤクザアクション映画。また小林と浅丘ルリ子最後の日活映画共演作品でもある。
大正時代の浅草を舞台に、4人の男が悪から浅草を守る姿を描いた作品である。

## キャスト
- 小林旭 	小磯菊次
- 宍戸錠 	バイオリンの常
- 高橋英樹	俵屋宗吉
- 渡哲也 	松旭斎直八
- 浅丘ルリ子 	片岡小新
- 三条泰子 	美奈月水仙
- 丘みつ子 	玉江
- 小杉勇 	小磯岩松
- 弘松三郎 	杉田軍次
- 久遠利三 	田村七郎
- 岡崎二朗 	辰
- 郷えい治 	古沢武
- 杉江広太郎 	疵留
- 木島一郎 	松木
- 河上喜史郎 	宮田康平
- 山田禅二 	東家若燕
- 野呂圭介 	柳家ちん太
- 榎木兵衛 	大龜
- 桂小かん 	小龜
- 森みどり 	漬物屋のおけい
- 水島道太郎 	本堂理市
- 深江章喜 	俵屋島蔵

## スタッフ
- 監督 ; 舛田利雄
- 脚本 : 山崎巌、舛田利雄
- 撮影 : 横山実
- 音楽 : 真鍋理一郎
- 製作 : 高木雅行、星川清司
- 助監督 : 村川透
- 編集 : 井上親弥

## 併映作品
- 『夜の牝 花と蝶』